# Острогашица
Острогашица је насељено мјесто у Далмацији. Припада општини Унешић у Шибенско-книнској жупанији, Република Хрватска.

## Географија
Острогашица се налази око 6 км сјеверозападно од Унешића.

## Историја
До територијалне реорганизације у Хрватској насеље се налазило у саставу бивше велике општине Дрниш.

## Становништво
Према попису становништва из 2011. године, насеље Острогашица је имала 47 становника.
| Демографија | Демографија | Демографија |
| Година      | Становника  | Становника  |
| ----------- | ----------- | ----------- |
| 1961.       | 312         |             |
| 1971.       | 283         |             |
| 1981.       | 209         |             |
| 1991.       | 129         |             |
| 2001.       | 74          |             |
| 2011.       |             | 47          |